# Trochosaurus
Trochosaurus is een geslacht van uitgestorven therapsiden, behorend tot de Therocephalia. Het leefde in het Midden-Perm (ongeveer 265 - 260 miljoen jaar geleden) en zijn fossiele overblijfselen zijn gevonden in Zuid-Afrika.

## Naamgeving
De typesoort Trochosuchus acutus werd in 1908 benoemd door Robert Broom. Deze geslachtsnaam was afgeleid van het Grieks trochos, 'das'. De soortaanduiding betekent 'de scherpe' in het Latijn. Deze soort werd in 1915 door Sidney Henry Haughton geplaatst in een eigen geslacht Trochosaurus.
Het holotype SAM 1076, een snuit, is bij Rietfontein gevonden in de Karroo in Zuid-Afrika, in de Tapinocephalus-zone (Capitanien, Midden-Perm).
In 1915 benoemde Broom een Trochosuchus major, 'de grotere'. Het holotype is AMNH 5543, een schedel. Haughton maakte hiervan in 1915 een Trochosaurus major. Tegelijkertijd benoemde Haughton een Trochosaurus intermedius, de 'tussenliggende', op basis van specimen BMNH R5747, een schedel en onderkaak. Dit wordt wel gezien als een jonger synoniem van Trochosaurus major.
In 1936 benoemde Broom een Trochosaurus dirus, 'de afgrijselijke'.

## Beschrijving
Dit dier was middelgroot tot groot: de schedel was ongeveer twintig centimeter lang en er wordt aangenomen dat het hele dier bijna twee meter lang zou kunnen zijn. De schedel was voorzien van een vrij langwerpige snuit, kleine oogkassen en grote slaapvensters die naar boven en opzij openden. Trochosaurus werd gekenmerkt door de aanwezigheid van dubbele hoektanden op elke maxillaire tak: deze hoektanden waren uitzonderlijk ontwikkeld, zowel in lengte als in kracht, maar waren minder robuust dan die van de verwante Hyaenasuchus. De schedel zelf was iets dunner en de achterhoofdsknobbel was meer naar boven gericht dan die van Hyaenasuchus. Vergeleken met het laatste geslacht waren er vijf voortanden (in plaats van zes), met een inkeping in de achterste rand, en drie of vier kleine postcaninen.
De uitwendige gehoorgang zat vast in een groef tussen de grens tussen het squamosum en het paroccipitale. De stijgbeugel was kort en dun. De voorkant van het verhemelte was volledig vlak en niet hol zoals het geval was bij vormen als Whaitsia.

## Fylogenie
Trochosaurus is een nogal archaïsche vertegenwoordiger van de Therocephalia, een groep zeer gedifferentieerde therapsiden, die leefden tussen het Perm en het Trias. Trochosaurus was een van de oudste en ook een van de meest basale therocephaliërs. Andere verwante therocephaliërs zijn de eerder genoemde Hyaenasuchus en de nog archaïscher Lycosuchus. Deze drie geslachten zijn door Boonstra toegeschreven aan de familie Lycosuchidae (1969), bijna samenvallend met de familie Trochosuchidae van Watson en Romer (1956).

## Paeobiologie
Trochosaurus zou een van de grootste en meest efficiënte carnivoren in zijn omgeving zijn, dankzij zijn krachtige dubbele bovenste hoektanden, op slagtanden gelijkend.